# Joan Ponsatí
Joan Ponsatí   () fou un violinista i professor de música català.
Fou professor de música de Torroella de Montgrí. Es té constància que fou obtentor del benefici de Sant Miquel de la capella de música de Santa Maria de Castelló d’Empúries, el 6 de setembre de 1817 i fins l’any 1819. El benefici de Sant Miquel estava associat a la plaça de flauta i oboè, i sinó es complien aquestes circumstàncies, a la plaça de segon violí. Joan Ponsatí va obtenir el benefici de Sant Miquel com a violinista. També l’any 1819 va opositar a una xantria a la catedral de Girona.